# Pirole

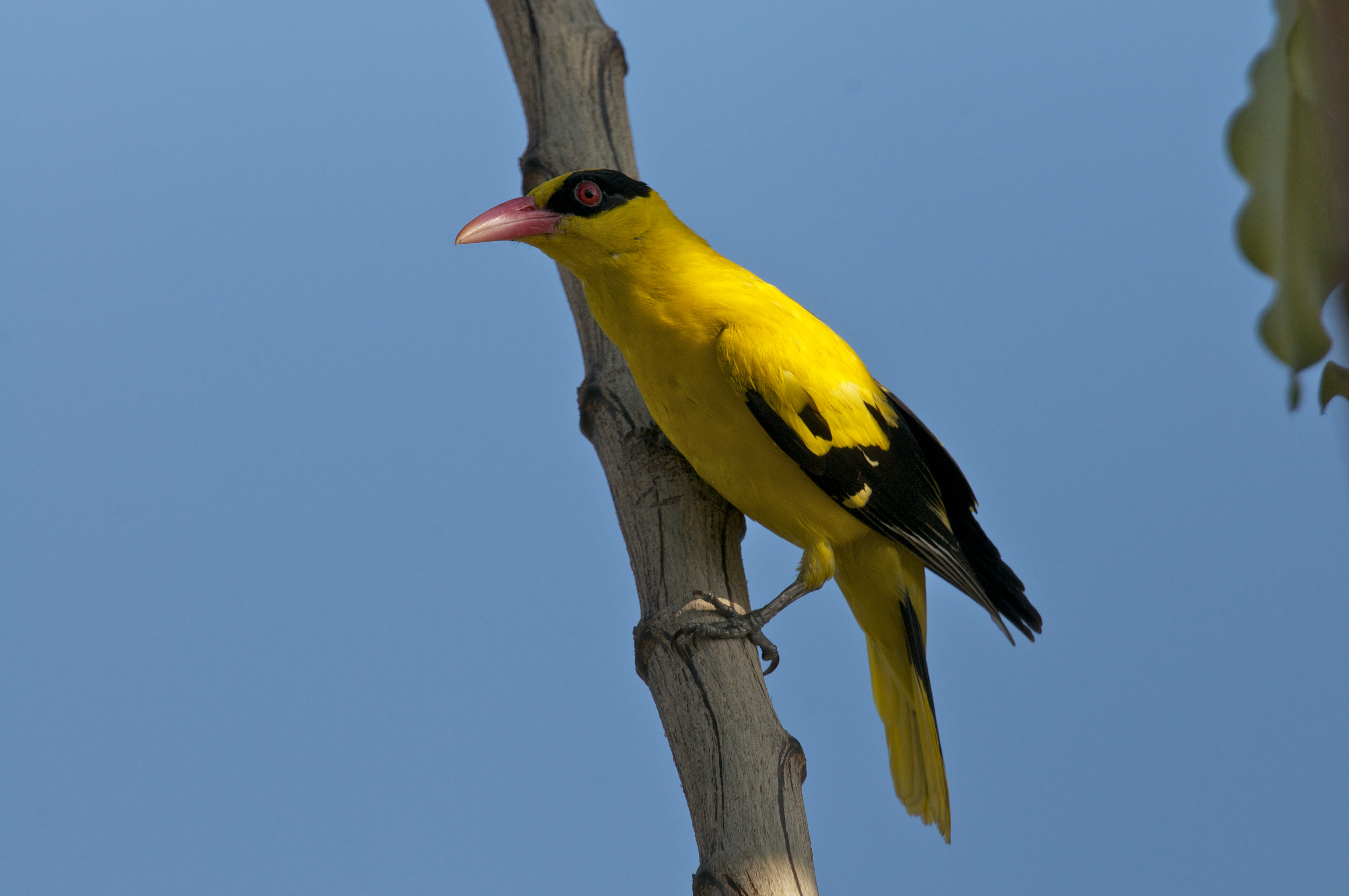
Schwarznackenpirol
(Oriolus chinensis)

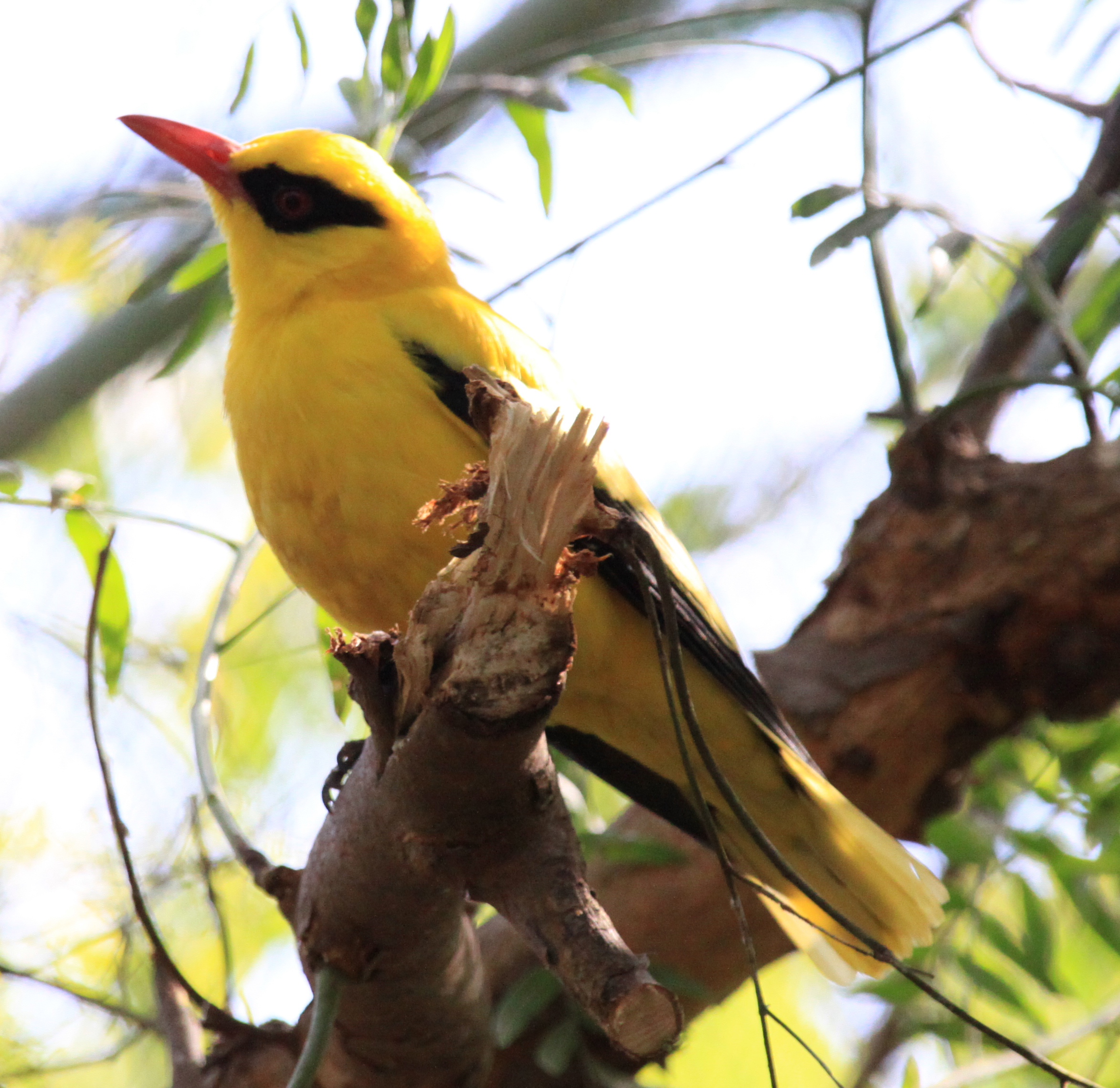
Schwarzohrpirol
(Oriolus auratus)

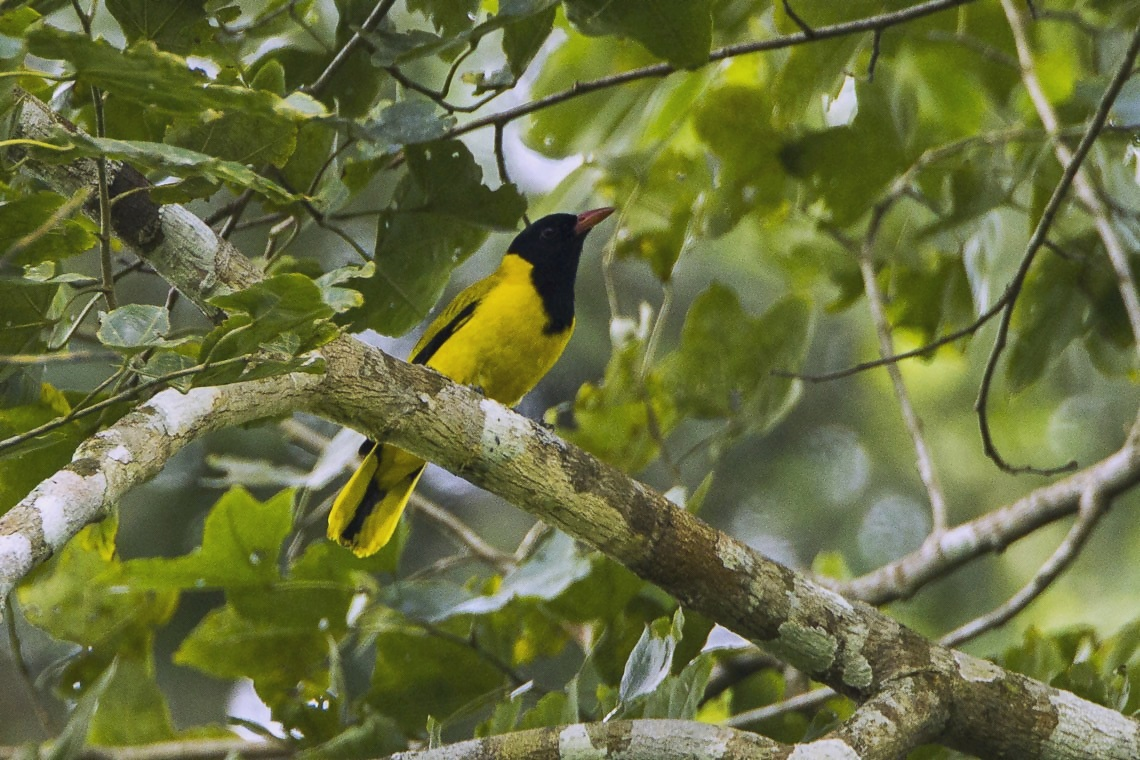
Schwarzflügelpirol
(Oriolus nigripennis)

Die Pirole (Oriolidae) sind eine Familie der Sperlingsvögel (Passeriformes). Es sind etwa amselgroße, sehr farbenfrohe Vögel. Die meisten Arten leben in den Tropen der Alten Welt, von Afrika über Süd- und Ostasien bis Australien. Lediglich der Pirol (Oriolus oriolus) lebt in Europa.

## Beschreibung
Pirole sind mittelgroße, langgestreckte und recht kräftige Singvögel. Sie haben einen relativ kräftigen, spitzen Schnabel und vergleichsweise kurze, aber sehr kräftige Beine und Zehen. Die Flügel sind zugespitzt.
Die Vertreter der Familie zeigen einen sehr starken Geschlechtsdimorphismus. Die Männchen sind sehr bunt und kontrastreich gefärbt. Bei den meisten Arten ist der Körper leuchtend gelb mit scharf abgesetzten schwarzen Zeichnungen am Kopf und an Schwingen oder Schwanz. Die Männchen einiger Arten in Südostasien sind schwarz und zeigen rote oder silberweiße Zeichnungen. Die Weibchen sind grundsätzlich ähnlich wie die Männchen gefärbt, die Oberseite des Körpers ist jedoch meist grünlich, die Unterseite ist meist aufgehellt. Weibchen sind daher insgesamt viel weniger kontrastreich und weniger auffällig. Frisch ausgeflogene Jungvögel ähneln den Weibchen, zeigen jedoch meist zusätzlich eine Streifenzeichnung.

## Verbreitung und Lebensraum
Die meisten Arten der Familie leben in den Tropen der Alten Welt, nach Glutz von Blotzheim und Bauer (die von insgesamt 28 Arten ausgehen) kommen in Afrika 6, in Südostasien 16 und in Australien 4 Arten vor. Nur je eine Art besiedelt im Osten und Westen der Paläarktis die gemäßigten und mediterranen Zonen; im Westen ist dies der Pirol, im Osten der Schwarznackenpirol (Oriolus chinensis).
Pirole sind eng an offene und halboffene Wälder gebunden und halten sich dort fast ausschließlich in den Baumkronen auf. Trotz ihres auffälligen Gefieders sind sie daher nur selten zu sehen.

## Ernährung
Soweit bekannt, besteht die Nahrung überwiegend aus Insekten, insbesondere Schmetterlingsraupen, daneben werden von einigen Arten auch Früchte und Nektar genutzt.

## Fortpflanzung
Pirole bauen in Baumkronen napfförmige Hängenester, die in horizontalen Astgabeln angelegt werden. Die Eier sind reinweiß oder gelblichbraun mit dunklen Flecken. Die Nestlinge sind bräunlich bedunt.

## Systematik
Die interne Systematik der Familie war lange Zeit umstritten. Die folgende Liste folgt der World Bird List der International Ornithologists’ Union.
- Oriolus Linnaeus, 1766
  - Weißzügelpirol (Oriolus albiloris) Ogilvie-Grant, 1894
  - Schwarzohrpirol (Oriolus auratus) Vieillot, 1817
  - Burupirol (Oriolus bouroensis) (Quoy & Gaimard, 1832)
  - Dschungelpirol (Oriolus brachyrynchus) Swainson, 1837
  - Schwarznackenpirol (Oriolus chinensis) Linnaeus, 1766
  - Grünkopfpirol (Oriolus chlorocephalus) Shelley, 1896
  - São-Tomé-Pirol (Oriolus crassirostris) Hartlaub, 1857
  - Rotbrustpirol (Oriolus cruentus) (Wagler, 1827)
  - Taminbarpirol (Oriolus decipiens) (Sclater, P.L., 1883)
  - Braunkehlpirol (Oriolus finschi) Hartert, E., 1904, ehemalige Unterart von O. melanotis, gilt seit 2019 als eigene Art[2]
  - Mangrovepirol (Oriolus flavocinctus) (King, P.P., 1826)
  - Forstenpirol (Oriolus forsteni) (Bonaparte, 1850)
  - Mohrenpirol (Oriolus hosii) Sharpe, 1892
  - Isabellpirol (Oriolus isabellae) Ogilvie-Grant, 1894
  - Indienpirol (Oriolus kundoo) Sykes, 1832, ehemalige Unterart von O. oriolus, gilt seit 2005 als eigene Art
  - Maskenpirol (Oriolus larvatus) Lichtenstein, M.H.K., 1823
  - Seidenpirol (Oriolus mellianus) Stresemann, 1922
  - Sundapirol (Oriolus melanotis) (Bonaparte, 1850)
  - Mönchspirol (Oriolus monacha) (Gmelin, J.F., 1789)
  - Pirol (Oriolus oriolus) (Linnaeus, 1758)
  - Schwarzflügelpirol (Oriolus nigripennis) Verreaux, J. & Verreaux, É., 1855
  - Bergpirol (Oriolus percivali) Ogilvie-Grant, 1903
  - Halmaherapirol (Oriolus phaeochromus) Gray, G.R., 1861
  - Streifenpirol (Oriolus sagittatus) (Latham, 1801)
  - Philippinenpirol (Oriolus steerii) Sharpe, 1877
  - Grantpirol (Oriolus szalayi) (Madarász, 1900)
  - Schmalschnabelpirol (Oriolus tenuirostris) Blyth, 1846
  - Blutpirol (Oriolus traillii) (Vigors, 1832)
  - Gelbmantelpirol (Oriolus xanthonotus) Horsfield, 1821
  - Schwarzkopfpirol (Oriolus xanthornus) (Linnaeus, 1758)

- Pitohuis (Pitohui) Lesson, R.P., 1831
  - Graukopfpirol (Pitohui cerviniventris) (Gray, G.R., 1862)
  - Zweifarbenpirol (Pitohui dichrous) (Bonaparte, 1850)
  - Ockerpirol (Pitohui kirhocephalus) (Lesson, R.P. & Garnot, 1827)
  - Maronenpirol (Pitohui uropygialis) (Gray, G.R., 1862)

- Feigenpirole (Sphecotheres) Vieillot, 1816
  - Wetarfeigenpirol (Sphecotheres hypoleucus) Finsch, 1898
  - Australischer Feigenpirol (Sphecotheres vieilloti) Vigors & Horsfield, 1827
  - Feigenpirol (Sphecotheres viridis) Vieillot, 1816

- † Turnagra Lesson, 1837
  - † Südinsel-Piopio (Turnagra capensis) (Sparrman, 1787)
  - † Nordinsel-Piopio (Turnagra tanagra) (Schlegel, 1866)

Die deutschen Namen der Arten entstammen Avibase.